# Alex Sandro Mendonça dos Santos
Alex Sandro Mendonça dos Santos, noto come Cicinho (Jundiaí, 4 agosto 1986), è un ex calciatore brasiliano, di ruolo difensore.

## Caratteristiche tecniche
È un terzino destro.

## Carriera

### Santo André
Nel maggio 2008, dopo aver disputato una buona stagione con l'Oeste, club che è stato vicecampione del campionato Paulista Serie A2, Cicinho è stato acquistato dal Santo André ed è diventato vicecampione del Campionato Brasiliano Serie B, assicurandosi dunque un posto nella stagione del Campionato Brasiliano di Serie A 2009.

### Palmeiras
Il 13 gennaio 2011, il Palmeiras ha annunciato ufficialmente l'acquisto in prestito del terzino destro fino alla fine del 2011.
Nella sua prima partita con la maglia del Palmeiras, contro l'Ituano il 20 gennaio del 2011, ha fatto una grande partenza e quando è stato sostituito, la folla gli ha attribuito una standing ovation. Anche all'allenatore Luis Felipe Scolari è piaciuto il rendimento del giocatore. In un'intervista, Cicinho ha detto di aver avuto la pelle d'oca quando la folla gridava il suo nome e ha anche pensato di porre fine alla sua carriera restando lì al Palmeiras.
Nel luglio 2011 il terzino ha ricevuto il 50% dei diritti economici acquisiti dal Palmeiras e ha firmato un nuovo contratto valido fino al 31 luglio 2015 con il club di San Paolo.
Un anno dopo, ha perso il posto di titolare nella rosa, ma divenne comunque il campione imbattuto di Coppa del Brasile 2012 con i bianco-verdi. Il titolo rappresentava la prima conquista nazionale del Palmeiras in 12 anni.

### Siviglia e Numancia
Il 30 luglio 2012 il Siviglia ufficializza l'acquisto del terzino brasiliano. Il 28 gennaio 2015 passa in prestito secco, per 6 mesi al Numancia.

## Palmarès

### Competizioni nazionali
- Coppa del Brasile: 1

Palmeiras: 2012

### Competizioni internazionali
- UEFA Europa League: 1

Siviglia: 2013-2014